# Riet van Grunsven
Pour les articles homonymes, voir Grunsven.
Maria Catharina van Grunsven (6 septembre 1918, Geffen – 1er mars 2004, Bois-le-Duc), également connue sous le nom de Riet van Grunsven ou Riet van de Haterd-van Grunsven, est une membre armée de la résistance néerlandaise pendant la Seconde Guerre mondiale.  

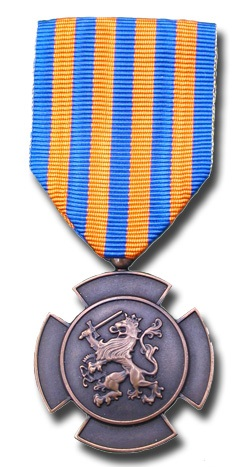
Le Bronzen Leeuw, haute décoration royale néerlandaise destinée aux militaires ayant fait preuve d'une extrême bravoure dans une bataille en faveur des Pays-Bas.

Elle est l’une des 21 personnes devenues des « transbordeurs », des agents spéciaux qui ont aidé à maintenir une connexion secrète entre les Pays-Bas occupés et libérés à travers les voies navigables du Biesbosch et du Merwede. Elle a notamment assuré les communications pour une partie du groupe de résistance de la Biesbosch. Tout au long de ses activités au sein de la résistance, elle a successivement reçu les alias de "Ice Block" et "Trouble". 
En reconnaissance de sa bravoure, elle fut honorée d'une audience personnelle avec la reine Wilhelmine des Pays-Bas en 1946 et reçut la Bronzen Leeuw (le Lion de bronze), personnellement remise par le prince Bernhard des Pays-Bas en 1949,.

## Biographie
Originaire de la province de Maasdonk, devenue Brabant du Nord, Maria Catharina («Riet») van Grunsven est l'aînée de sa famille. Son père est un entrepreneur spécialisé dans l'élevage des poulets et des cochons occasionnellement, tout en produisant du lait et du fromage de vache pour soutenir financièrement sa famille. Passionné d'armes à feu, il pratiquait également le tir à l'arc. 
Riet van de Haterd-Van Grunsven décède le 1er mars 2004 à Bois-le-Duc, dans le Brabant-Septentrional aux Pays-Bas.

## Seconde Guerre mondiale
Riet van Grunsven et son père rejoignent la résistance hollandaise lorsque la Seconde Guerre mondiale éclate en Europe. Elle commence à travailler dans la province néerlandaise du Brabant septentrional, recueillant des renseignements et livrant des médicaments aux troupes alliées et à la résistance dans le nord. Elle effectue parallèlement des tâches de messager pour sa cellule de résistance, tout en aidant à libérer les citoyens néerlandais emprisonnés à Mariënhof, au camp de concentration de Herzogenbusch à Vught et au site annexe du camp de concentration de Sint-Michielsgestel,. 
Alors que Riet van Grunsven poursuit son travail de résistance, elle accepte des missions de plus en plus dangereuses. En évitant l’arrestation, elle se brise deux doigts, une immobilité qui deviendra permanente. 
En septembre 1944, elle est chargée de secourir un prêtre et un citoyen néerlandais arrêtés et condamnés à mort après avoir été faussement accusés de l’explosion d’une ligne de chemin de fer. Vêtue d'un uniforme d'infirmière et portant un revolver 6,35 mm, elle s’infiltre dans la prison de Mariënhof en soudoyant un garde avec une bouteille de vin et des somnifères. Après avoir localisé la clé, elle parvient à faire sortir le duo de la prison, avant de les envoyer dans un refuge de Taalstraat. 
Au cours sa dernière année de mobilisation, Riet van Grunsven devient une « transbordeuse », l'une des 21 membres de la résistance de Biesbosch et des groupes de renseignement d'Albrecht, qui protègent le lien secret entre les Pays-Bas occupés et libérés. 
Opérant avec ses collègues via les voies navigables du Biesbosch et du Merwede, elle risque sa vie de nombreuses fois pour faire passer sur cette ligne des informations vitales aux troupes alliées. Elle utilise les pseudonymes de "Ice Block" et "Trouble". Lors d’une mission en plein hiver 1944-1945, elle est partiellement paralysée lors d'une chute au cours de laquelle elle endommage une vertèbre cervicale.
Même si elle voyage souvent seule pour ses différentes missions, Riet van Grunsven côtoie régulièrement d’autres figures de la résistance Ad Benne, Carel van de Donck, Daan et Klaas Gielen, Henk Koning, Harrie Roelands, Jan de Swart et les étudiants connus sous le nom de Duyx et Trimbos. 
En mai 1945, dès la fin de l’occupation allemande, les nouvelles de ses exploits dangereux se répandent dans les journaux, saluant sa bravoure tout en documentant sa blessure et sa paralysie partielle. Plutôt que d'utiliser son nom de naissance, nombre de ces récits mentionnent son nom de résistante. Une pratique répétée pendant la plus grande partie de sa vie d'après-guerre. Son vrai prénom est utilisé publiquement pour la première fois lors de l’hommage national organisé par le gouvernement néerlandais,.

## Après-guerre et hommages
Maria Catharina van Grunsven a été honorée à deux reprises par la royauté néerlandaise. En juin 1946, elle est reçue par la reine Wilhelmine des Pays-Bas lors d'une audience personnelle au Palais Het Loo à Apeldoorn.
Le Leidsche Courant fait ainsi écho de cette rencontre :

« Mlle van Grunsven a eu une part très active dans le mouvement de résistance et a notamment réalisé un travail important en tant que messagère. Lorsque la partie sud de notre pays a été libérée, elle a visité à plusieurs reprises la zone encore occupée.
La reine s'en souvient très bien et avec grand intérêt. Sa Majesté a été informée de ce que son hôte avait vécu pendant l'occupation après la libération. Elle a également beaucoup appris sur le travail souterrain et sur ce qui se passe actuellement dans les cercles des anciens résistants. Ayant pris connaissance que les parents de Mlle van Grunsven l'avaient accompagnée lors du voyage à Apeldoorn, elle a exprimé le désir de rencontrer ses parents, et ils ont ensuite été convoqués au palais.
À cette occasion, la reine a été éclairée sur les conditions de vie du couple Grunsven, fermiers à Geffen. La mère de Mlle Grunsven a ensuite été complimentée par la reine pour le beau chapeau paysan brabançon qu'elle portait et pour le travail de résistance de sa fille. »

En juillet 1949, Maria Catharina van Grunsven est décorée de la Bronzen Leeuw (le Lion de bronze) par le prince Bernhard des Pays-Bas.
Après la guerre, elle se marie avec le prêtre qu'elle avait sauvé en 1944, devenant Riet van de Haterd-van Grunsven.